# Squint Entertainment
Squint Entertainment — колишній звукозаписний лейбл, що належав Word Entertainment, заснованим і керованим музикантом і автором пісень Стівом Тейлором у 1997 році. Squint підштовхнув Sixpence None the Richer до основного успіху своїм синглом «Kiss Me». До цього гурт кілька років був у жанрі CCM. Інші успішні гурти, такі як Chevelle, виникли під час короткого творчого життя Сквінта.

## Історія
Вперше він з'явився в США в 1997 році. Намагаючись донести змістовний християнський контент до інших медіа, компанія розпочала великий кінопроєкт під назвою St. Gimp. Проєкт був залишений, коли Тейлора вигнали з керівництва компанії.
Назва лейбла була відроджена Word Entertainment після відходу Тейлора, щоб створити новий, не пов'язаний лейбл як шлях для потенційних кросоверів у рамках їхнього нового партнерства з AOL Time Warner. Єдиним спільним елементом було існування Sixpence None the Richer у реєстрі лейблу через їхній чинний контракт.

## Артисти
- Burlap to Cashmere
- Chevelle
- The Insyderz
- LA Symphony
- PFR
- Radial Angel
- Sixpence None the Richer
- Strange Celebrity
- 38 Паралель
- Waterdeep